# Ukryte piękno
Ukryte piękno (ang. Collateral Beauty) – amerykański dramat z 2016 roku w reżyserii Davida Frankela, wyprodukowany przez wytwórnię Warner Bros. Pictures.

## Fabuła
Odnoszący sukcesy w branży reklamowej Howard Inlet (Will Smith) załamuje się po tragicznej śmierci córki. Od tej pory zatraca się w bólu. Samotne wieczory spędza głównie w biurze, gdzie buduje skomplikowane konstrukcje z kostek domino.
Przyjaciele, a zarazem biznesowi partnerzy mężczyzny – Claire (Kate Winslet), Whit (Edward Norton) i Simon (Michael Peña) – zaczynają się martwić, gdy dowiadują się, że w ramach terapii pisze on listy. Wiadomości kieruje jednak nie do ludzi, lecz miłości, czasu i śmierci. W końcu, by chronić nie tylko jego, lecz także narażoną na straty finansowe firmę, wpadają na pomysł, jak zaradzić kryzysowi.
W tajemnicy zatrudniają aktorów. Brigitte (Helen Mirren), Raffi oraz Amy (Keira Knightley) wcielają się w personifikacje adresatów listów. Howard nie kryje zdziwienia, gdyż wizytę składają mu kolejni niezwykli goście, z którymi rozmawia na temat doznanej straty i szuka odpowiedzi na dręczące go pytania. Po tych niecodziennych spotkaniach dołącza do grupy wsparcia. Na zajęciach poznaje Madeleine (Naomie Harris), której dziecko zmarło na raka. Dzięki niej może nie tylko pogodzić z losem, lecz również odzyskać radość życia i nadzieję.

## Obsada
- Will Smith jako Howard Inlet
- Edward Norton jako Whit Yardsham
- Keira Knightley jako Amy Moore / "Love"
- Michael Peña jako Simon Scott
- Naomie Harris jako Madeleine
- Jacob Latimore jako Raffi / "Time"
- Kate Winslet jako Claire Wilson
- Helen Mirren jako Brigitte / "Death"
- Ann Dowd jako Sally Price
- Mary Beth Peil jako pani Yardsham
- Raymond Greene-Joyner jako pan Yardsham
- Shirley Rumierk jako pani Scott

## Odbiór

### Zysk
Film Ukryte piękno zarobił 31 milionów dolarów w Stanach Zjednoczonych i Kanadzie oraz 57,2 miliona dolarów w pozostałych państwach; łącznie 88,2 miliona dolarów w stosunku do budżetu produkcyjnego 36 milionów dolarów.

### Krytyka
Film Ukryte piękno spotkał się z negatywną reakcją krytyków. W serwisie Rotten Tomatoes 14% ze stu osiemdziesięciu czterech recenzji filmu jest pozytywne (średnia ocen wyniosła 3,80 na 10). Na portalu Metacritic średnia ocen z 40 recenzji wyniosła 23 punkty na 100.

### Nagrody i nominacje
| Rok  | Miejsce                           | Nagroda      | Kategoria                      | Odbiorcy i nominowani                   | Wynik     |
| ---- | --------------------------------- | ------------ | ------------------------------ | --------------------------------------- | --------- |
| 2017 | 37. rozdanie nagród Złotych Malin | Złota Malina | Najgorsze ekranowe dopasowanie | Cała obsada niegdyś szanowanych aktorów | nominacja |